# Кулеша, Агата
Ага́та Куле́ша (Фигу́рска) (пол. Agata Kulesza-Figurska) — польская актриса театра, кино, радио и телевидения.

## Биография
Агата Кулеша родилась 27 сентября 1971 года в Щецине. В 1994 г. окончила Государственную высшую театральную школу в Варшаве. Дебютировала в театре в 1993 году. Актриса Драматического театра в Варшаве. Выступает в спектаклях «Театра телевидения» с 1995 г. и «Театра польского радио» с 1999 г.
У Агаты Кулеша есть дочь Марианна (1997 г.р.)
Совместно со Стефано Терраццино победила в VIII выпуске программы «Tanieс z gwiazdami»(Танец со звёздами).

## Избранная фильмография
1. 1993 — Человек из… / Człowiek z…
2. 2001 — Канун весны / Przedwiośnie
3. 2003 — Семь остановок по дороге в рай / Siedem przystanków na drodze do raju
4. 2004 — Спасшийся чудом / Cudownie ocalony
5. 2005 — Далеко от носилок / Daleko od noszy / серия 47. Jaka to choroba / Какая это болезнь
6. 2006 — Что солнышко видело / Co słonko widziało
7. 2006 — Фонд / Fundacja
8. 2010 — Крылатые свиньи / Skrzydlate świnie
9. 2011 — Роза / Róża
10. 2011 — Меня зовут Ки / Ki
11. 2011 — Зал самоубийц / Sala samobójców
12. 2012 — День женщин / Dzień kobiet
13. 2013 — Ида / Ida — Ванда Груз, тётя Иды Лебенштейн
14. 2016 — Непорочные / Les innocentes — Настоятельница женского монастыря
15. 2016 — Настоящее преступление / Dark Crimes — Марта
16. 2017 — Ультрафиолет (телесиреал, 2017) / Ultraviolet - Анна Серафин
17. 2018 — Холодная война / Zimna wojna — Ирена
18. 2020 — Зал самоубийц. Хейтер / Sala samobójców. Hejter — Беата Санторска
19. 2020 — Снега больше не будет / Śniegu już nigdy nie będzie — Ева
20. 2021 — Паркет — Элизабет[6]

## Награды
- Кавалер ордена Возрождения Польши (2014).
- Серебряная медаль «За заслуги в культуре Gloria Artis» (2014)[7].
- За лучшую главную женскую роль в фильме «Ида», на 38-м кинофестивале в Гдыни, в 2013 г.[8].